# Liste der Kulturdenkmäler in Bobenheim am Berg
In der Liste der Kulturdenkmäler in Bobenheim am Berg sind alle Kulturdenkmäler der rheinland-pfälzischen Ortsgemeinde Bobenheim am Berg aufgeführt. Grundlage ist die Denkmalliste des Landes Rheinland-Pfalz (Stand: 19. Dezember 2024).

## Einzeldenkmäler
| Bezeichnung                     | Lage                                                                 | Baujahr                 | Beschreibung | Bild                           |
| ------------------------------- | -------------------------------------------------------------------- | ----------------------- | --- | ------------------------------ |
| Brunnen                         | Kleinkarlbacher Straße, vor Nr. 5 Lage                               | 19. Jahrhundert         | Pumpbrunnen, Gusseisen, 19. Jahrhundert                                                                            | BW                             |
| Katholische Kirche St. Nikolaus | Kleinkarlbacher Straße 10 Lage                                       | 1844                    | klassizistischer Saalbau, 1844, Architekt Jodl, Turm 1929                                                          | weitere Bilder Fotos hochladen |
| Hofanlage                       | Leininger Straße 14 Lage                                             | 18. Jahrhundert         | Hofanlage; eingeschossiges Wohnhaus, teilweise Fachwerk, 18. Jahrhundert, Schuppen 1901; straßenbildprägend        | BW                             |
| Hofanlage                       | Leininger Straße 24 Lage                                             | 18. und 19. Jahrhundert | Hofanlage des 18. und 19. Jahrhunderts mit Schmiede, bezeichnet 1718, 1851 und 1911, Ofenstein bezeichnet 1719     | BW                             |
| Protestantische Kirche          | Leininger Straße 26 Lage                                             |                         | mittelalterlicher Saalbau, im 19. Jahrhundert verändert                                                            | BW                             |
| Kriegerdenkmal und Grabstein    | Leininger Straße, bei Nr. 26 Lage                                    | 1905                    | auf ehemaligem Friedhof: barocker Grabstein und Kriegerdenkmal 1870/71 von 1905, nach 1918 und nach 1945 erweitert | BW                             |
| Schul- und Rathaus              | Leininger Straße 44 Lage                                             | 1875                    | Schul- und Rathaus; zweieinhalbgeschossiger spätklassizistischer Bruchsandsteinbau, bezeichnet 1875                | BW                             |
| Zwingerstein                    | nordöstlich von Höningen, südlich der K 31; Distrikt Große Muld Lage | 1774                    | ehemaliger Gerichtsstein, bezeichnet 1774; zugleich Ritterstein 288                                                | Fotos hochladen                |